# Giles Munby
 (avril 2023).
La mise en forme du texte ne suit pas les recommandations de Wikipédia : il faut le « wikifier ».
Les points d'amélioration suivants sont les cas les plus fréquents. Le détail des points à revoir est peut-être précisé sur la page de discussion.
- Les titres sont pré-formatés par le logiciel. Ils ne sont ni en capitales, ni en gras.
- Le texte ne doit pas être écrit en capitales (les noms de famille non plus), ni en gras, ni en italique, ni en « petit »…
- Le gras n'est utilisé que pour surligner le titre de l'article dans l'introduction, une seule fois.
- L'italique est rarement utilisé : mots en langue étrangère, titres d'œuvres, noms de bateaux, etc.
- Les citations ne sont pas en italique mais en corps de texte normal. Elles sont entourées par des guillemets français : « et ».
- Les listes à puces sont à éviter, des paragraphes rédigés étant largement préférés. Les tableaux sont à réserver à la présentation de données structurées (résultats, etc.).
- Les appels de note de bas de page (petits chiffres en exposant, introduits par l'outil «  Source ») sont à placer entre la fin de phrase et le point final[comme ça].
- Les liens internes (vers d'autres articles de Wikipédia) sont à choisir avec parcimonie. Créez des liens vers des articles approfondissant le sujet. Les termes génériques sans rapport avec le sujet sont à éviter, ainsi que les répétitions de liens vers un même terme.
- Les liens externes sont à placer uniquement dans une section « Liens externes », à la fin de l'article. Ces liens sont à choisir avec parcimonie suivant les règles définies. Si un lien sert de source à l'article, son insertion dans le texte est à faire par les notes de bas de page.
- La présentation des références doit suivre les conventions bibliographiques. Il est recommandé d'utiliser les modèles {{Ouvrage}}, {{Chapitre}}, {{Article}}, {{Lien web}} et/ou {{Bibliographie}}. Le mode d'édition visuel peut mettre en forme automatiquement les références.
- Insérer une infobox (cadre d'informations à droite) n'est pas obligatoire pour parachever la mise en page.

Pour une aide détaillée, merci de consulter Aide:Wikification.
Si vous pensez que ces points ont été résolus, vous pouvez retirer ce bandeau et améliorer la mise en forme d'un autre article.
Giles Munby (1813-1876) était un botaniste anglais. Il a principalement travaillé sur les plantes d'Afrique du Nord, où il a vécu pendant 15 ans.

## Biographie
Né à York, il était le plus jeune fils de Joseph Munby, avocat et sous-shérif du Yorkshire, mais devint orphelin alors qu'il était encore très jeune. À sa sortie de l'école, Munby fut apprenti chez un chirurgien nommé Brown à York et s'occupa des populations défavorisées durant l'épidémie de choléra de 1832. À la suite de son entrée à la faculté de médecine de l'Université d'Édimbourg, il assiste aux conférences et excursions botaniques tenues par Robert Graham.
Munby a ensuite "parcouru les hôpitaux" de Londres et en 1835 de Paris, où a démarré l'amitié d'une vie avec John Percy. Ensemble, ils ont étudié sous Adrien-Henri de Jussieu et ses assistants, Jean Baptiste Antoine Guillemin et Joseph Decaisne, tandis que Munby passé les examens pour le diplôme de médecine de l'Université de Montpellier. Lui et Percy visitent Dijon et, après être revenus à Édimbourg, ils repartent en 1836 pour le sud de la France.
Peu de temps après, Munby a commencé à travailler en France à Saint-Bertrand-de-Comminges, en Haute-Garonne, en tant que conservateur du musée de Nérée Boubée et en donnant des cours de botanique. En 1839, il accepta l'offre d'un passage gratuit de Marseille vers Constantinople. Des vents défavorables le forcent à débarquer à Alger, où il vécut de 1839 à 1844. Il ramassa des plantes, cultiva des oranges, s'exerça au tir et pratiquait la médecine avec les soldats arabes et français.
À la suite de son mariage en 1844, Munby s'établit à La Senia, un petit domaine près d'Oran ; en 1859, pour aider à la santé de sa femme, ils s'installèrent à Montpellier, où elle mourut en 1860. Munby retourna ensuite en Angleterre, vivant d'abord à Wood Green, puis en 1867 à Holt, près de Farnham (Surrey). Il se consacra à la culture des plantes et des bulbes d'Algérie et y mourut d'une inflammation des poumons le 12 avril 1876.
Munby était un membre original de la Botanical Society of Edinburgh, et lors de ses dernières années, il a rejoint la Royal Horticultural Society en tant que membre du comité scientifique. Il distribua plusieurs siècles de "Plantæ Algerienses exsiccatæ", et à sa mort son herbier fut offert aux Kew Gardens. Le nom Munbya a été donné à deux genres de plantes, tous deux fusionnés plus tard dans d'autres.

## Travaux
Les premières publications de Munby étaient des notes sur la botanique et l'entomologie des voyages avec Percy, contribuées au magazine d'histoire naturelle dirigé par John Claudius Loudon et Edward Charlesworth en 1836-1837.
Il était un anatomiste végétal, collectionneur et discriminateur aigu des plantes vivantes. Ses deux œuvres majeures sont la Flore de l'Algérie et le Catalogus Plantarum in Algeriâ… nascentium. La Flore de l'Algérie, Paris, 1847, contient dix-huit cents espèces disposées selon le système linnéen, avec six planches effectuées d'après des dessins de sa sœur. Deux cents de ses espèces, appartenant à trente genres (dont dix nouveaux pour la science), ont été ajoutées à Flora Atlantica de René Louiche Desfontaines, 1804. Le Catalogus Plantarum in Algeriâ … nascentium, Oran, 1859, contenait 2 600 espèces, dont 800 étaient nouvelles ; et la deuxième édition (Londres, 1866) contenait 364 espèces supplémentaires.

## Famille
Munby épousa d'abord, en 1844, Jane Welsford, fille de Nathaniel Welsford et consul britannique à Oran, décédé en février 1860, laissant deux fils et trois filles. Puis, en 1862, il se remarria à Eliza MA Buckeridge, qui lui survécut.
Arthur Munby était son neveu, le fils de son frère Joseph Munby.

## Remarques
1. ↑  Dictionary of British and Irish Botanists and Horticulturists Including plant collectors, flower painters and garden designers, CRC Press, 2002, 3619 p. (ISBN 9781466573871, lire en ligne), « Munby, Giles », p. 2204
2. 1 2 3 4  (en)  « Munby, Giles », dans Sidney Lee, Dictionary of National Biography, vol. 39, Londres, Smith, Elder & Co, 1894.
3. ↑  (en)  « Munby, Giles », dans Sidney Lee, Dictionary of National Biography, vol. 39, Londres, Smith, Elder & Co, 1894. Lee, Sidney, ed. (1894). "Munby, Giles". Dictionary of National Biography. Vol. 39. London: Smith, Elder & Co.
4. ↑  The Gentleman's Magazine, W. Pickering, 1845 (lire en ligne), p. 196